# Euphaedra (Euphaedrana) splendens
Euphaedra (Euphaedrana) splendens es una especie de  Lepidoptera, de la familia Nymphalidae,  subfamilia Limenitidinae, tribu Adoliadini, pertenece al género Euphaedra, subgénero (Euphaedrana).

## Subespecies
- Euphaedra (Euphaedrana) splendens ghanaensis (Hecq & Joly, 2004)
- Euphaedra (Euphaedrana) splendens splendens (Hecq, 1982)

## Localización
Esta especie de Lepidoptera y sus subespecies se encuentran distribuidas en la República Democrática del Congo, la isla Bioko, Camerún y Nigeria (África). 